# Caryocolum inflativorella
Caryocolum inflativorella is een vlinder uit de familie tastermotten (Gelechiidae). De wetenschappelijke naam is voor het eerst geldig gepubliceerd in 1938 door Klimesch.
De soort komt voor in Europa.